# Le Triomphe de Babar
Pour plus de détails, voir Fiche technique et Distribution.
Le Triomphe de Babar (Babar: The Movie) ou Babar, le film au Québec et en Belgique est un film franco-canadien d'animation d'Alan Bunce sorti en 1989.

## Synopsis
Après un superbe défilé de la victoire, les enfants de Babar lui réclament une histoire pour s'endormir : pourquoi le défilé s'appelle le défilé de la victoire. Babar raconte alors son premier jour à la cour royale, quand il était encore un petit éléphant. Pendant une réunion, Céleste surgit et demande de l'aide à Babar, car les rhinocéros de Rataxès envahissent les villages des éléphants et approchent de celui du grand-père de Céleste. Babar la croit, mais pas Cornélius et Pompadour. Voyant la lenteur qu'il faut pour rassembler l'armée des éléphants, Babar part seul protéger les villages. Mais il arrive trop tard : les éléphants du village de Céleste sont tous capturés, y compris sa mère. Seuls Céleste, son grand-père et quelques enfants en réchappent. Céleste et Babar partent alors à la poursuite de Rataxès pour libérer les prisonniers.

## Fiche technique
- Titre original : Babar: The Movie
- Titre français  : Le Triomphe de Babar
- Réalisation : Alan Bunce
- Scénario : Patrick Loubert, Peter Sauder, Michael Hirsh, J. D. Smith, John de Klein, Raymond Jafelice, Alan Bunce d'après les personnages créés par Jean et Laurent de Brunhoff
- Sociétés de production : Nelvana, Ellipse Programme, Odessa Films, The Clifford Ross Company
- Sociétés de distribution : New Line Cinema (USA) (theatrical), Forum Distribution (France), Astral Films (Canada)
- Pays de production :  États-Unis /  Canada /  France
- Format : Couleur - 35 mm - 1,37:1 - son stéréo
- Genre : animation
- Durée : 70 minutes
- Dates de sortie :
  - États-Unis : 28 juillet 1989
  - France : 13 février 1991

## Distribution

### Voix anglaises
- Gordon Pinsent : King Babar (le roi Babar)
- Elizabeth Hanna : Queen Celeste (la reine Céleste) / Old Lady (la Vieille Dame)
- Lisa Yamanaka : Isabelle
- Marsha Moreau : Flora (Flore)
- Bobby Becken (en) : Pom
- Amos Crawley : Alexander (Alexandre)
- Gavin Magrath : Boy Babar (Babar jeune)
- Sarah Polley : Young Celeste (Céleste jeune)
- Chris Wiggins : Cornélius
- Stephen Ouimette : Pompadour
- John Stocker : Zéphir
- Charles Kerr : Rataxès
- Stuart Stone : Arthur
- Carl Banas (en) : Old Tusk (Grand-père)
- Ray Landry : Croc
- Angela Fusco (en) : Celeste's Mom (la mère de Céleste)

### Voix françaises
- Christian Alers : le roi Babar
- Marie Vincent : la reine Céleste
- Nelly Benedetti : la Vieille Dame
- Aurélia Bruno : Isabelle / Alexandre
- Brigitte Lecordier : Flore / Pom
- Vincent Barazzoni : Babar jeune
- Marie-Eugénie Maréchal : Céleste jeune
- Jean-Pierre Darras : Cornélius
- Bernard Alane : Pompadour
- Jacques Balutin : Zéphir
- Régis Ivanov : Rataxès
- Stanley Claisse : Arthur
- Henri Labussière : Grand-père
- Christian Pelissier : Croc, le crocodile
- Véronique Alycia : la mère de Céleste
- Marc André : le Grand Rhinocéros

### Voix québécoises
- Vincent Davy : le roi Babar
- Dominique Leduc : la reine Céleste
- Monique Fournier : la vieille Dame
- Aurélie Mayer : Isabelle
- Alice Raynard : Flore
- Loïc Fauchoux-Fanning : Pom
- Mikaël Fauchoux-Fanning : Alexandre
- Caroline Dhavernas : Babar jeune
- Camille Cyr-Desmarais : Céleste, jeune
- Claude Préfontaine : Cornélius
- Jacques Lavallée : Pompadour
- Sébastien Dhavernas : Zéphir
- Yves Corbeil : Rataxès
- Inti Chauveau : Arthur
- Michel Max-Mailhot : Grand-Père
- Ronald France : Croco
- Hélène Mondoux : la mère de Céleste

## Commentaire
C'est le premier film de Babar au cinéma. Il a été suivi de Babar, roi des éléphants (1999).